# Haters Back Off
Haters Back Off est une série télévisée américaine en 16 épisodes de 23 à 35 minutes, créée par Colleen Ballinger et Chris Ballinger, d'après le personnage créé par Colleen Ballinger, et diffusée entre le 14 octobre 2016 et le 20 octobre 2017 sur Netflix.
Au Canada et dans tous les pays francophones, la série a également été diffusée entre le 14 octobre 2016 et le 20 octobre 2017 en version originale et française sur Netflix.

## Synopsis
Fin des années 2000, Miranda Sings est une jeune fille originaire de Tacoma dans l'État de Washington et qui aspire à devenir une célébrité et plus précisément, une vedette de la chanson. Sa confiance en elle, qui frôle presque l'égocentrisme, l'aide à avancer malgré son manque flagrant de talent. Soutenue par son oncle, Miranda tente de percer et avance d'échec en échec tout en continuant à penser qu'elle est faite pour la gloire et la célébrité.

## Distribution

### Acteurs principaux
- Colleen Ballinger (VF : Zina Khakhoulia) : Miranda Sings / elle-même (saison 2, épisode 8)
- Angela Kinsey (VF : Patricia Piazza) : Bethany
- Francesca Reale (VF : Camille Donda) : Emily
- Erik Stocklin (VF : Benjamin Bollen) : Patrick Mooney
- Steve Little (VF : Thierry Gondet) : Oncle Jim
- Matt Besser (en) (VF : Jean-Philippe Puymartin) : Kelly (saison 2)

### Acteurs récurrents
- Simon Longmore : Dr Dr. Schofele
- Chaz Lamar Shepherd (en) (VF : Rody Benghezala) : Keith (saison 1)
- Dylan Playfair (VF : Pascal Grull) : Owen Trent (saison 1)
- Harvey Guillen : Harvey (saison 1)
- Lindsay Navarro (VF : Eva Saez) : Kleigh (saison 1)
- Rachel Gillis : April (saison 1)
- Kara Hayward (VF : Justine Berger) : Amanda (saison 2)

### Invités spéciaux
- Ben Stiller (VF : Maurice Decoster) : lui-même (saison 1, épisode 3)
- Joey Graceffa : lui-même (saison 2, épisode 5)
- Frankie Grande (en) (VF : Fred Colas) : lui-même (saison 2, épisode 8)

Sources VF : RS Doublage, DSD Doublage et le carton de doublage en fin d'épisode.

## Développement

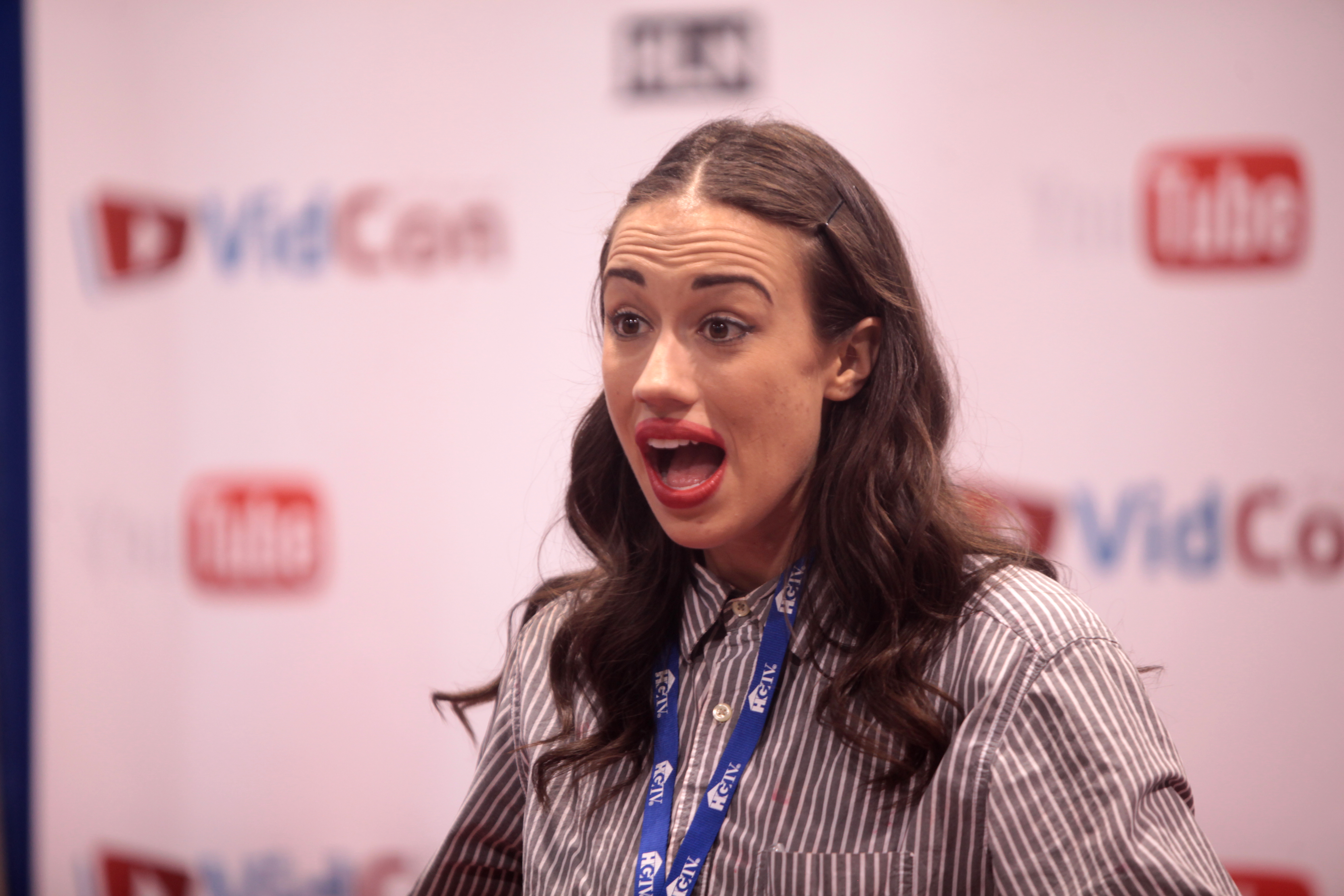
Colleen Ballinger en Miranda Sings en 2014.

### Genèse
En 2008, Colleen Ballinger lance une chaîne Youtube parodique en se mettant elle-même en scène dans la peau d'un personnage qu'elle a créée, Miranda Sings. Ce personnage est une jeune fille persuadée d'être une vedette de la musique et qui se défend en hurlant la phrase Haters Back Off. Miranda est égocentrique, malpolie et irritante. Le personnage fait rire le public et la chaîne devient rapidement l'une des plus regardée du site d'hébergement vidéo.
Quelques mois après la création du personnage, Colleen Ballinger décide de développer un univers autour de Miranda et s'associe avec son frère, Chris Ballinger, pour écrire un film. Ensemble, ils donnent naissance aux personnages Oncle Jim, Bethany et Patrick Mooney. Mais en avançant sur le scénario, ils décident de transformer le projet en série télévisée à la suite de leurs nombreuses idées. Mais le projet est mis de côté à la suite du début du succès du personnage sur Youtube, Colleen Ballinger étant occupée par la réalisation de vidéo pour la chaîne ainsi que par ses tournées
Colleen Ballinger rencontre par la suite les scénaristes Perry Rein et Gigi McCreery à qui elle présente le projet. Les deux scénaristes décident d'écrire la série avec Collen et Chris Ballinger, et deviendront les showrunner lors de sa réalisation. L'équipe commence ensuite à présenter la série à plusieurs chaînes de télévision et services de streaming dont Netflix, Amazon Video et HBO.
En 2015, Colleen Ballinger révèle être en négociation avec Netflix et HBO, pour diffuser la série. HBO souhaite commander un épisode pilote et Netflix directement une première saison. Elle décide de choisir Netflix, la plateforme ayant acceptée qu'elle soit totalement impliquée dans les décisions créatives.

### Production
En janvier 2016, Netflix confirme la commande de la série et annonce une première saison composée de huit épisodes.
Le 15 décembre 2016, Netflix annonce le renouvellement de la série pour une deuxième saison de huit épisodes. Colleen Ballinger annonce ensuite sur sa chaîne Youtube personnelle que l'acteur Matt Besser rejoignait la distribution pour interpréter le père de Miranda.
Le 1er décembre 2017, Netflix annonce l'annulation de la série après deux saisons.

### Tournage
Le tournage de la première saison a débuté en avril 2016 à Port Coquitlam et Vancouver au Canada.

## Épisodes

### Première saison (2016)
Elle a été mise en ligne intégralement le 14 octobre 2016 sur Netflix.
1. Ma première vidéo sur le ouèbe (Uploading my Fist Video)
2. Tout le monde en cœur (Preeching 2 the Chior)
3. Netwerking à la maison de retraite (Netwerking at the Nursing Home)
4. Rod Trip avec mon oncle (Rod Trip With My Uncle)
5. Future star à Brodouais (Staring in a Musicall)
6. Moi, magichienne (Becuming a Magichin)
7. En-tête de la parade (Starr off the Parade)
8. Chuis célèbre (i'm famous)

### Deuxième saison (2017)
Elle a été mise en ligne intégralement le 20 octobre 2017 sur Netflix.
1. Devenir une légende (im gunna be an legend)
2. Nous exigeons une condensation (Getting Condomsated 4 My Ad)
3. Bas les masques (Exposing My Impostr)
4. Une mannequin à l'hôpital (Modelling at the Hospital)
5. On ne peut pas planifier l'amour (my 1rst bae)
6. C'est moi, les infos ! (makeen the news)
7. Mon parc à thème à moi (my theem park)
8. Broadway ou pas (broadway or buts)